# クラス1
クラス1（英: Class 1）とは、ツーリングカーレースの規定。第一期と第二期が存在する。

## 第一期
1993年に「クラス2（後のスーパーツーリング）」とともに、FIAにより施行。1996年から「グループCL1」として、FIAのグループ規定に序された。
元々グループA時代から独自規定で盛り上がりを見せていた旧ドイツツーリングカー選手権（DTM）は、各国ツーリングカーレースが雪崩を打ってクラス2規定を導入していく中で、唯一クラス1規定を用いることになった。参入メーカーはわずか3社（メルセデス・ベンツ、オペル、アルファロメオ）ながらも、四輪駆動やトラクションコントロール・ABSなどハイテク技術をふんだんに盛り込んだ、F1にも劣らぬ開発技術により国際レース（国際ツーリングカー選手権、ITC）にまで発展する。
しかしコスト高騰に耐えきれなくなったオペル・アルファロメオの撤退により1996年末で瓦解した。
なおBMW、アウディもクラス1車両を開発していたが、グループA時代に運営と規則の解釈を巡って揉めて撤退し、規定施行前にお蔵入りとなっている。
DTM/ITC消滅後もグループCL1は、2000年過ぎまでFIA規定として名を残している。

### 車両規定
以下は1993年施行時点の規則。
- 車両…全長4.3 m以上の4座席車両。同じ外観を持つ車両が連続する12か月間に25,000台以上生産される量産モデルシリーズに属し、かつベースグレードとして選択されたモデルが、年間2,500台以上生産されていることが条件[2]。
- エンジン…同一メーカーで年間2,500基以上生産されているもので排気量2,500 cc以下、最大6気筒の自然吸気レシプロエンジン。気筒あたり4バルブ以下。量産エンジンから±2気筒の加減が認められる。回線数制限は無し[2]。
- 最低重量…二輪駆動1,000 kg、四輪駆動1,040 kg。四輪駆動車を二輪駆動化しても、元の駆動形式の重量が適用される[2]。
- 燃料タンク…110 L以下[2]。
- サスペンション…フロントは形状を変更できないが、シャシー側のピボットは50 mmの範囲で変更可能。リアは同一車種のものであれば他形式へ変更可能[2]。
- その他…セミAT以外のTCS、ABSなどの電子デバイスが使用可能。ボディ外板の材質は自由[2]。

以下は後年に追加された変更点
- 1994年…燃料タンクを最大120 L以下に変更[2]。
- 1995年…最大回転数を12,000に制限。最低重量が二輪駆動は1,020 kg、四輪駆動は1,060 kgにそれぞれ増加。サスペンション形式の自由な変更が解禁。6速までのセミAT解禁。リアトランクのタンク容量は最大70 Lに制限されるが、トータル容量は無制限[2]。フラットボトム解禁[3]。
- 1996年…最低重量が駆動形式に関わらず1,040 kgに変更[2]。

| メーカー           | 車種     | 画像 | エンジン                                                       | シーズン                             |
| ------------------ | -------- | ---- | -------------------------------------------------------------- | ------------------------------------ |
| アルファロメオ     | 155      |      | - アルファロメオ ブッソ 2.5 L V6 - アルファロメオ 690 2.5 L V6 | 1993年 DTM Rd.1 - 1996年 ITC 最終戦  |
| メルセデス・ベンツ | 190E     |      | メルセデス・ベンツ M102 2.5 L 直4                              | 1993年 DTM                           |
| メルセデス・ベンツ | Cクラス  |      | メルセデス・ベンツ M106 2.5 L V6                               | 1994年 DTM Rd.1 - 1996年 ITC 最終戦  |
| オペル             | カリブラ |      | - ゼネラルモーターズ C25XE 2.5 L V4 - コスワース KF 2.5 L V6   | 1993年 DTM Rd.10 - 1996年 ITC 最終戦 |

## 第二期
2000年に生まれ変わった新生DTMは、旧選手権の反省に基づき、共通部品の駆動系部品と市販車に由来しない鋼管パイプフレームを用いた、シルエットタイプカーによってコストを削減する新規定を導入した。これは「DTM2000」などと呼ばれた。
2010年前後にDTM、IMSA、SUPER GTの三者間による車両規定統合の議論の際に、従来以上に部品の共通化を進めたDTMの2012年規定をベースに、クーペ化およびダウンサイジングターボ化をする規定が構想され、これに「クラス1」の名が再び付けられた。IMSAは早々に離脱したが、2014年以降のSUPER GTのGT500クラスでこれが試験的に導入された。
2018年に「完全版」となったクラス1規定が、2020年から施行されることが発表された。ただし2020年のGT500は、正確には独自の開発領域（フロントバンパーコーナーのフリックボックス、ラテラルダクト付近のエレファントフット、後部フェンダー下端の"シューボックス"）を残した「クラス1+α」規定として導入している。
2019年には一年前倒しでDTMにダウンサイジングターボが導入され、2戦のみだが、DTM最終戦ホッケンハイムリンクと富士スピードウェイでの特別戦で両者の交流戦が実現している。
しかしDTMはこの規定導入の前後でメーカーの撤退が相次いでBMW一社だけとなってしまい、「完全版」初年度のはずの2020年末を持って早くもクラス1を廃してグループGT3に転換してしまった。
GT500は知的財産権を譲渡され、実態としては継続している状態であるが、「クラス1」の名称は廃止される見通し。ただし2023年版のJAFの国内競技車両規則では、「クラス1」の名称はまだ用いられている。

### 車両規定
本項ではGT500版「クラス1」規定について扱う。以下は2014年の規定。
- 車両…運営が指定したカーボンモノコックやリアウイング、トランスミッション（6速セミATパドルシフト）、ドライブシャフト、カーボンディスクブレーキ、クラッチなど60品目以上の共通部品を用いた、FRレイアウトを前提とする左ハンドルのレース専用設計車[9]。車体サイズは全長4,775 mm、全高1,150 mm、全幅1,950±6 mm、ホイールベース2,750±10 mm。デザインは各メーカーのクーペ[注釈 2]と同じ意匠のものをスケーリングにより使用可能。ドライバー脱出のためにルーフに開口部が設けられる。
- エンジン…燃料リストリクターを装着した、レース専用設計の2.0 L直列4気筒直噴シングルターボのみ。ターボチャージャーはギャレット（英語版）社の共通部品[10]。
- サスペンション…前後ダブルウィッシュボーン式。ショックアブソーバはマルチマティック社の共通部品[11]。
- その他…セミAT以外のドライバーエイドとなる電子制御（TCSやABSなど）は禁止。ディフューザーのフラットボトム面は共通デザイン。

以下は後年の大きな変更点
- 2017年…ダウンフォースを約20%低減させる方向性で、全長はフロントオーバーハングとともに50 mm短縮し、4,725 mmに変更。リアディフューザー開口部は半分以下（206→101 mm）の大きさになる一方、リアウィングは全幅と同等まで大幅（1,350→1,950 mm）に拡大[12]。またサーキットによってハイダウンフォース・ローダウンフォースで作り分けていたエアロパッケージは廃止され、単一パッケージのみとなる[13]。特認でもハイブリッドシステム搭載は不可[注釈 3]。
- 2020年…サスペンションを共通部品化。フロントスポイラー、アンダーフロア、リアディフューザーは指定された形状でなければならない[14]。ECU、マルチディスプレイ、スターター、オルタネーター、各種センサー類などをボッシュ社製部品に統一[15]。ミッドシップは特認でも不可。

あくまで市販車の骨格を用いて改造を行った第一期と異なり、外見だけ市販車に似せたシルエットタイプカーとなる。最大の特徴は前後ホイールアーチを繋ぐ線、車体下部の「デザインライン」の下の部分、つまり前後バンパーとサイドシル部分、前後ホイールハウスおよびフェンダー程度に限定されている。さらに一度公認を取得したら数年に渡り空力デザイン開発は凍結される。デザインラインの上の部分は市販車と同じルーフ形状を維持するため、ベース車両の形状が空力設計にわずかだが影響を与える余地が残されている。
DTMは元々は4ドアセダンを用いる規定だったため、初期はクーペに適合させた際のデザインの違和感を指摘する声が聞かれた。しかし車重は軽い上に空力性能は非常に高く、従来のGT500に比べて1.3 - 1.4倍ものダウンフォースを発揮。全参戦コースでレコードタイムを塗り替え、空力性能が順次制限されて以降もラップタイムは向上。2021年富士の最速タイムはハイブリッド戦争時代のLMP1-Hに対しわずか3秒落ち、LMP2より3秒速いタイムであった。ストレートでも富士のストレートで時速300 km以上を出せるくらいには速い。こうしたことから「世界最速の箱車」の異名を取っている。
カーボンモノコックはGT500では東レ・カーボンマジックが製造。またタイヤ戦争によるグリップの高さやターボ化の影響でプロペラシャフトは導入前テストで在庫が無くなるほど破損が相次いだため、これも国産化（三菱レイヨン製）されている。カーボンブレーキについては、タイヤウォーマー禁止のため、初期は温度管理に苦労させられるチームが多かった。
2014年から2016年まで、ハイブリッドシステムとMRレイアウトを用いたホンダ・NSXが、最低重量にハンデを背負った上で特認車両として走行していた。それでもトラクションや重量配分で優位性があると見られていたが、FR用の規定をMRにしたため、冷却の問題で初期はマシントラブルが相次いだ。ハイブリッドは供給の都合で2016年に非搭載に、2020年以降はMRも禁止されたためFR化した。
| メーカー           | 車種               | 画像 | エンジン                                                                  | シーズン                          |
| ------------------ | ------------------ | ---- | ------------------------------------------------------------------------- | --------------------------------- |
| アストンマーティン | ヴァンテージ DTM   |      | HWA・AFRターボ 2.0 L 直4 直噴ターボ                                       | 2019年 DTM                        |
| アウディ           | RS5 ターボ DTM     |      | アウディ・RC8 2.0 TFSI 2.0 L 直4 直噴ターボ                               | 2019年 DTM - 2020年 DTM           |
| BMW                | M4 ターボ DTM      |      | BMW・P48ターボ 2.0 L 直4 直噴ターボ                                       | 2019年 DTM - 2020年 DTM           |
| 日産               | GT-R NISMO GT500   |      | - 日産・NR20B 2.0 L 直4 直噴ターボ - 日産・NR4S21 2.0 L 直4 直噴ターボ    | 2020年 SUPER GT - 2021年 SUPER GT |
| 日産               | Z GT500            |      | 日産・NR4S21 2.0 L 直4 直噴ターボ                                         | 2022年 SUPER GT - 2023年 SUPER GT |
| 日産               | Z NISMO GT500      |      | 日産・NR4S24 2.0 L 直4 直噴ターボ                                         | 2024年 SUPER GT -                 |
| ホンダ             | NSX-GT             |      | ホンダ・HR-420E 2.0 L 直4 直噴ターボ                                      | 2020年 SUPER GT - 2023年 SUPER GT |
| ホンダ             | シビックタイプR-GT |      | ホンダ・HR-420E 2.0 L 直4 直噴ターボ                                      | 2024年 SUPER GT -                 |
| トヨタ             | GRスープラ GT500   |      | - トヨタ・RI4AG 2.0 L 直4 直噴ターボ - トヨタ・RI4BG 2.0 L 直4 直噴ターボ | 2020年 SUPER GT -                 |

## その他
「クラス1」それ自体は汎用性の高い呼称であるため、他のカテゴリで同じ名称が用いられることもしばしある。
- バハ1000のオープンホイール（バギーカー）の最高クラスは「クラス1」と称される。市販車に由来しないプロトタイプであり、安全基準に抵触しない限りエンジン・サスペンションは自由。
- ダカール・ラリーのカミオン部門では、排気量10 L未満を「クラス1」、排気量10 L以上を「クラス2」と称していた時期がある[21]。